# Schroederella berkeleyi
Schroederella berkeleyi är en ringmaskart som beskrevs av Laubier 1971. Schroederella berkeleyi ingår i släktet Schroederella och familjen Orbiniidae. Inga underarter finns listade i Catalogue of Life.